# Diệt chủng Assyria
Diệt chủng Assyria (còn được gọi là Sayfo hoặc Seyfo, ("Sword")) tiếng Syriac: ܩܛܠܐ ܕܥܡܐ ܣܘܪܝܝܐ hoặc ܣܝܦܐ) đề cập đến việc giết hàng loạt người dân Assyria của Đế quốc Ottoman và những người ở Ba Tư (do quân đội Ottoman tiến hành) trong chiến tranh thế giới thứ nhất, kết hợp với các cuộc diệt chủng người Armenia và Hy Lạp.
Dân chúng Assyrian thượng Mesopotamia (vùng Tur Abdin, các tỉnh Hakkari, Van, và Siirt ngày nay đông nam Thổ Nhĩ Kỳ, và các khu vực Urmia tây bắc Iran) bị ép buộc di dời và bị tàn sát bởi các quân đội Ottoman Hồi giáo (Thổ Nhĩ Kỳ), cùng với các dân tộc khác có vũ trang và đồng minh Hồi giáo, bao gồm cả người Kurd, người Chechnya và Circassia, giữa năm 1914 và 1920, với các cuộc tấn công thêm vào thường dân bỏ chạy không vũ trang tiến hành bởi lực lượng dân quân Ả Rập địa phương.
Các vụ diệt chủng Assyria đã diễn ra trong bối cảnh tương tự như diệt chủng người Armenia và Hy Lạp. Do vụ diệt chủng Assyria đã diễn ra trong bối cảnh của cuộc diệt chủng Armenia được người ta biết nhiều hơn, ít các học giả xem vụ diệt chủng Assyria là một sự kiện riêng biệt, với ngoại lệ của các tác phẩm của David Gaunt và Hannibal Travis, những người đã phân loại các tội diệt chủng như một chiến dịch có hệ thống của chính phủ Turk trẻ. Các học giả khác, chẳng hạn như Hilmar Kaiser, Donald Bloxham và Taner Akçam đã ý kiến khác nhau liên quan đến các phạm vi tham gia của chính phủ và tính hệ thống của nạn diệt chủng, khẳng định một chính sách có hệ thống ít hơn và điều trị khác biệt với Armenia.